# Renato Balestrero
 (décembre 2024).
Pour les articles homonymes, voir Balestrero.
Renato Balestrero, né le 27 juillet 1898 à Lucques et mort le 18 février 1948, à 49 ans, est un pilote automobile italien sur circuits.

## Biographie
Il remporta 54 des 217 courses où il participe entre 1922 et 1947, sur un quart de siècle.
Il court essentiellement sur Officine Meccaniche 665 (1924 à 1926), Bugatti Type 35C (1927 et 1929), LaSalle (1928, comme agent de General Motors en Italie, pour le lancement de la marque), Talbot 1700 (1931), Alfa Romeo 8C 2300 puis P3 (1933 à 1938), Maserati 6CM 1,5 l (1939 et 1940) et enfin sur Fiat 1100.
Il participe aux 24 Heures du Mans 1926 avec le Français Frédéric Thelluson, sur O.M. Tipo 665 "Superba" officielle 2,0 l L6 (abandon).
De 1927 (année où il collectionne les podiums sans parvenir à s'imposer) à 1933 en partenariat avec Ferdinando « Nando » Minoia, il vendit des voitures américaines dans la péninsule mais l'entreprise périclite et il doit reprendre la compétition sur Alfa Romeo.
Juste avant la Seconde Guerre mondiale, il créa la Scuderia Balestero avec Giovanni et Clemente Balestrero. Elle est toujours en activité, et basée à Lucques depuis 1953.
Après avoir vécu à Gênes la seconde partie de son existence[Quoi ?], il meurt le 18 février 1948 à l'hôpital Niguarda de Milan d'un traumatisme crânien à la suite d'un accident de la circulation lors d'un contrôle de police, après avoir été percuté par une Lancia Aprilia de la La Gazzetta dello Sport, près de la sortie autoroutière vers Milan en transportant un moteur au magasin d'Enrico Nardi.

## Palmarès

### Titres
- Champion d'Italie des voitures de sport en 1947 sur Fiat 2,8 l 8C préparée par Stanguellini, en classe illimitée (victoires de classe à Verceil, Aosta-Gran San Bernardo, Voghera, course de côte de Sanremo, Piacenza et Varese)

### Victoires
- Grand Prix nationaux (5)

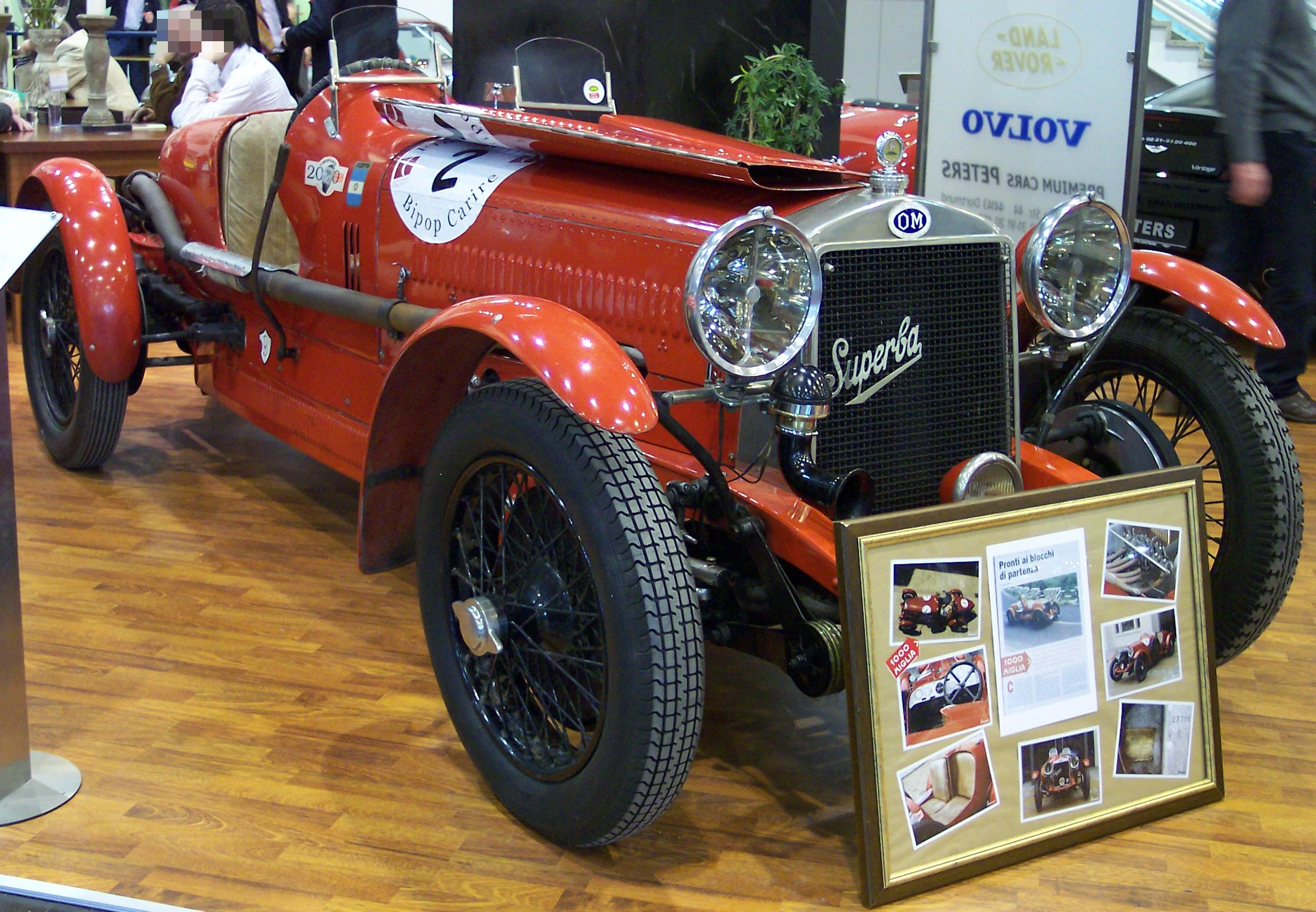
Une OM 665 S spyder 2.0 l

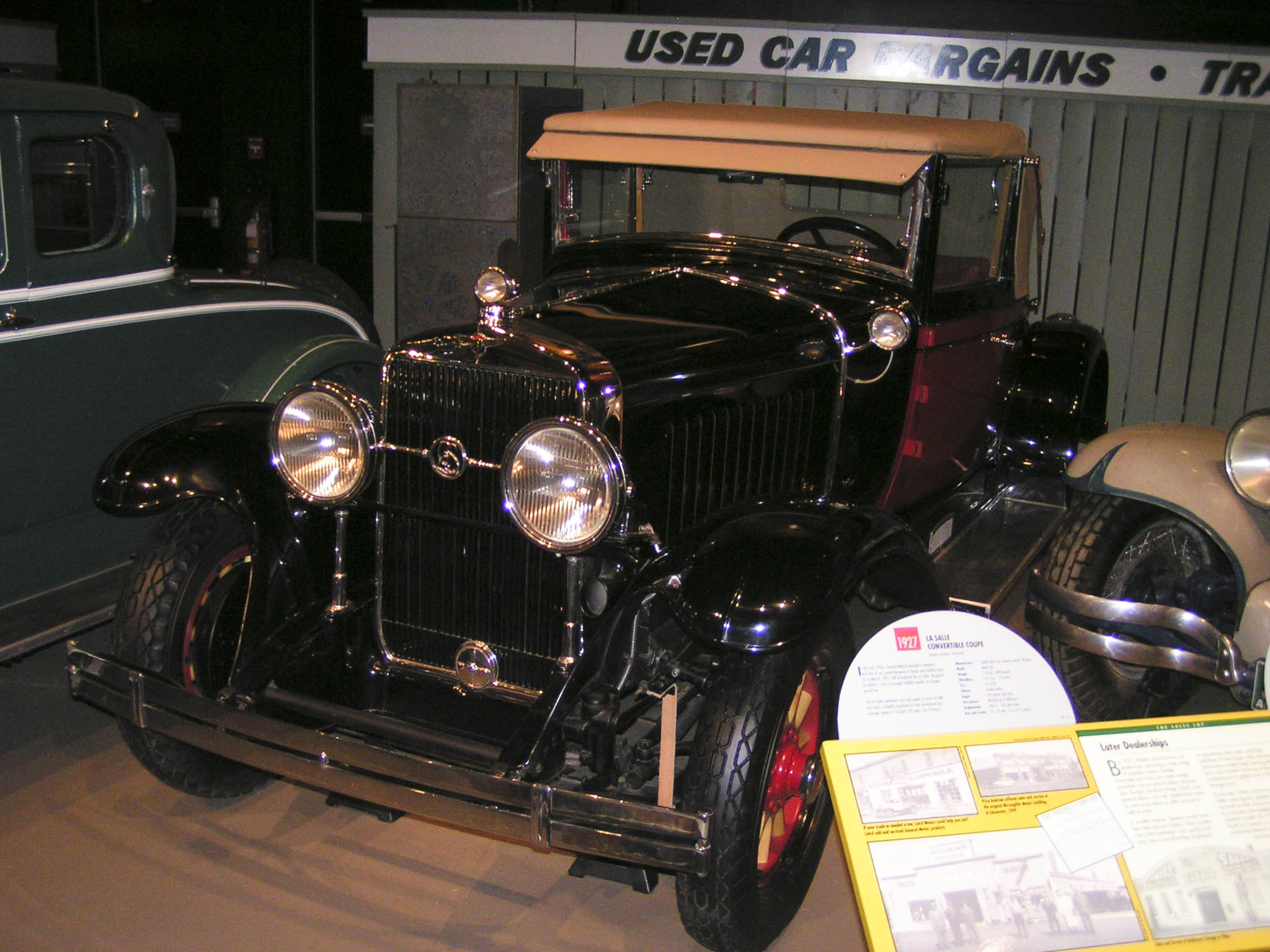
Une LaSalle 1927 (première année de la marque).

  - Coppa Ciano en 1924, sur Officine Meccaniche
  - Grand Prix de Tripoli en 1925, sur Officine Meccaniche
  - Coppa Vinci en 1925 et 1926, sur Officine Meccaniche
  - Circuit d'Apuano en 1925, sur Officine Meccaniche
  - Circuit de Camaiore en 1928, sur Bugatti
- Courses de côte (3)[1],[2]:
  - Terni-Passo della Somma en 1925, sur Officine Meccaniche
  - Massarosa-Monte di Quiesa (à Lucques) en 1928, sur LaSalle
  - Varese-Campo dei Fiori (à Varèse) en 1933, sur Alfa Romeo 8C 2300
  - Course de côte du Col du Stelvio en 1938 et en 1939 en catégorie SportsCars

### Autres podiums notables
- 2e du Circuit de Tigullio en 1924, sur Officine Meccaniche 665 "Superba" Spyder 2,0 l
- 2e du Circuit de Mugello en 1924, sur Officine Meccaniche 665 "Superba" Spyder 2,0 l
- 2e des Mille Miglia en 1927, avec Tino Danieli sur Officine Meccaniche 665 "Superba" Spyder 2,0 l
- 2e du Grand Prix de Tripoli en 1927 sur Bugatti Type 35C
- 2e de la Coppa Messina en 1927 sur Bugatti Type 35C (meilleur temps)
- 2e de la Coppa della Perugina en 1927 sur Bugatti Type 35C
- 2e de la Targa Florio en 1933, sur Alfa Romeo 8C 2300
- 3e du Grand Prix de Rome en 1927 sur Bugatti 37C[3]
- 3e du Grand Prix de Gênes en 1946, sur Fiat 1100[4]
- 3e du Grand Prix de Bari en 1947, sur Alfa Romeo 8C[5]
- 4e du Grand Prix de Rome en 1931, sur Talbot
- 4e de la Targa florio en 1934, sur Alfa Romeo
- 5e du Grand Prix de Monza en 1933 sur Alfa Romeo 8C 2300
- 5e de la Targa Florio, en 1935 sur Alfa Romeo
- 7e du Grand Prix d'Allemagne, en 1938 sur Alfa Romeo Tipo 308